# Judicaël Ixoée
Judicaël Ixoée (ur. 17 marca 1990 w Païcie) – piłkarz nowokaledoński grający na pozycji obrońcy. Jest wychowankiem klubu AS Magenta.

## Kariera klubowa
Karierę piłkarską Ixoée rozpoczął w klubie AS Magenta. W 2009 roku zadebiutował w nim w pierwszej lidze nowokaledońskiej. W debiutanckim sezonie wywalczył z Magentą mistrzostwo Nowej Kaledonii.

## Kariera reprezentacyjna
W reprezentacji Nowej Kaledonii Ixoée zadebiutował w 2010 roku. W 2012 roku wystąpił w Pucharze Narodów Oceanii 2012. Z Nową Kaledonią zajął drugie miejsce, a sam był na tym turnieju podstawowym zawodnikiem swojej reprezentacji. Strzelił na nim jednego gola.